# ادريانو بولزوني
أدريانو بولزوني (14 أبريل 1919 - 2005)، هو صحفي وكاتب ومخرج سينمائي إيطالي.

## روابط خارجية
ادريانو بولزوني في قاعدة بيانات الأفلام على الإنترنت